# Platycerus hongwonpyoi qinlingensis
Platycerus hongwonpyoi qinlingensis es una subespecie de coleóptero de la familia Lucanidae.

## Distribución geográfica
Habita en Shaanxi (China).